# Спортивна печера (Росія, Алтай)
Спортивна печера, Катуньська-1 (рос. Спортивная, Катунская-1) — печера на Алтаї, Алтайський край, Росія.  Загальна протяжність — 50 м. Глибина печери — N/A м, амплітуда висот — 28 м; загальна площа — 80 м²; об'єм — 200 м³.  Печера відноситься до Західноалтайської області Алтайської провінції Алтай-Саянської спелеологічної країни. Кадастровий номер 5146/8543-5.